# Marie Lloyd

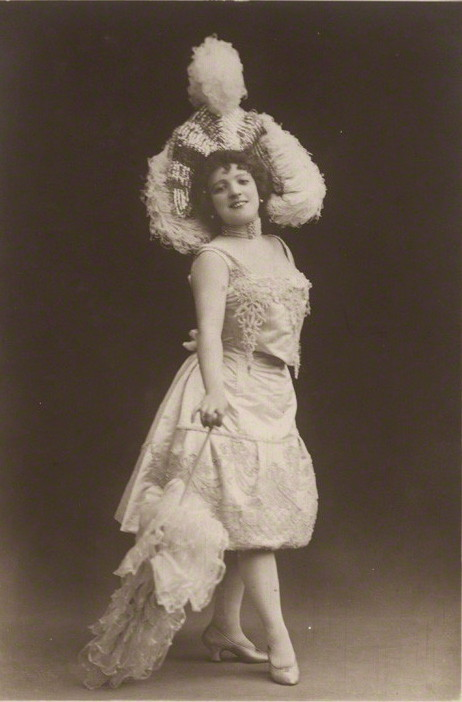
Marie Lloyd (Hana Studios)

Matilda Alice Victoria Wood beter gekend als Marie Lloyd (Hoxton, 12 februari 1870 - Golders Green, 7 oktober 1922 was een Britse musicalzangeres en is vooral gekend van haar uitdagende nummers zoals A little of what you fancy.
De scheidingsprocedure van haar man Dillon nam veel van haar energie. Lloyd trok in bij haar zus en stierf aldaar in 1922.

## Afbeeldingen

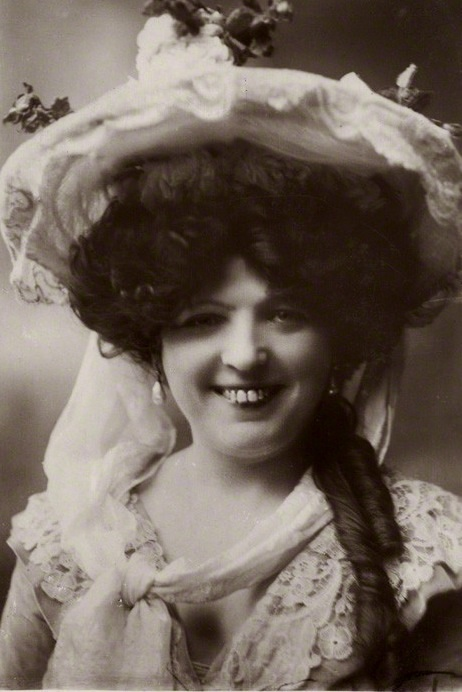
ca. 1900
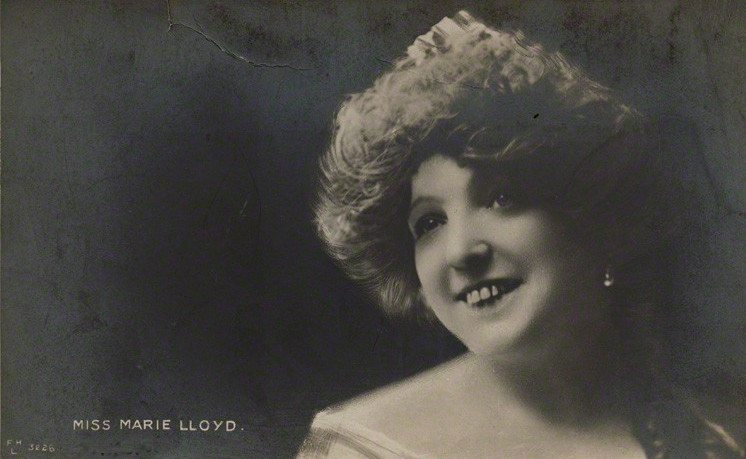
ca. 1905
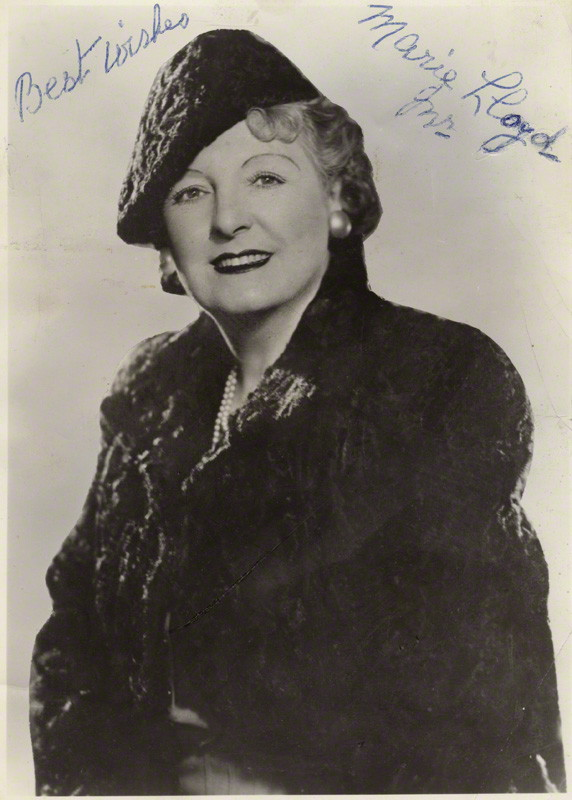
ca. 1920
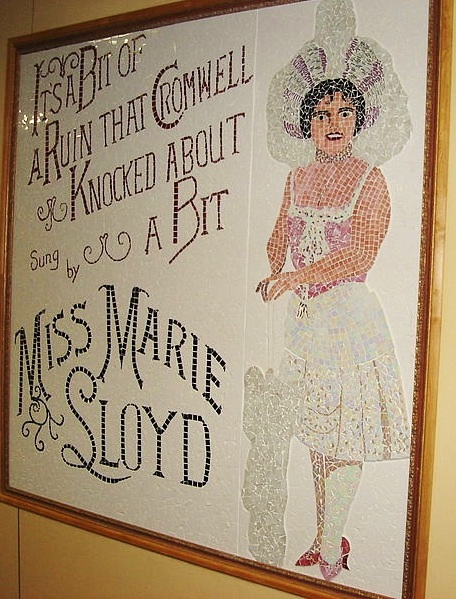
Mozaïek dat haar voorstelt

## Vroege leven
Marie Lloyd werd geboren in Hoxton, Londen, als dochter van John Wood, een muzikant, en zijn vrouw Charlotte. Het gezin was arm en Marie begon al op jonge leeftijd op te treden om geld te verdienen. Ze begon haar carrière als kinderartiest en trad op in lokale theaters en muziekzalen.

## Carrière
In 1885, op 15-jarige leeftijd, maakte Marie Lloyd haar debuut in het professionele circuit van de music hall. Haar eerste grote hit was "The Boy I Love is Up in the Gallery", een liedje dat haar handelsmerk zou worden en dat ze vele malen zou opnemen. Lloyd was bekend om haar opvallende verschijning op het podium, haar levendige persoonlijkheid en haar humoristische liedjes.
In de loop van haar carrière trad Lloyd op in tal van theaters en music halls in heel Groot-Brittannië en Amerika. Ze werd bekend als de "Queen of the Music Hall" en was een favoriet van het publiek vanwege haar innemende persoonlijkheid en haar scherpe gevoel voor humor. Haar liedjes gingen vaak over het dagelijks leven van de arbeidersklasse en waren zeer herkenbaar voor haar publiek.
Naast haar zangcarrière verscheen Lloyd ook in verschillende toneelstukken en films, waaronder de stille film "The Lodger" uit 1927. Ze was een van de eerste artiesten die haar eigen tournees organiseerde en stond bekend om haar uitstekende zakelijke instincten.

## Persoonlijke Leven
Marie Lloyd was vier keer getrouwd, maar haar eerste drie huwelijken eindigden in scheiding. Haar vierde echtgenoot, Bernard Dillon, was haar manager en een voormalig bokser. Het paar trouwde in 1916 en bleef samen tot Lloyds dood in 1922.
Lloyd was ook bekend om haar liefdadigheidswerk en zette zich in voor tal van goede doelen, waaronder het Rode Kruis en het Salvation Army. Naast haar liefdadigheidswerk was Lloyd ook politiek actief en was ze een voorvechter van vrouwenrechten en arbeidersrechten.

## Dood en Erfenis
Marie Lloyd overleed op 7 oktober 1922, op 52-jarige leeftijd, aan hartfalen. Haar begrafenis was een grootschalig evenement en duizenden fans kwamen om hun laatste eer te bewijzen aan de geliefde artiest.
Marie Lloyd wordt beschouwd als een van de belangrijkste en invloedrijkste artiesten van de Britse music hall-traditie. Haar werk heeft talloze andere artiesten geïnspireerd en haar invloed is nog steeds voelbaar in de hedendaagse muziek- en entertainmentindustrie. Ze wordt herinnerd als een krachtige performer die haar publiek wist te vermaken en te inspireren met haar humor en haar inzicht in het dagelijks leven van de arbeidersklasse.
In 2016 werd Marie Lloyd vereerd met een blauwe plaquette op haar voormalige huis in Islington, Londen, als erkenning voor haar bijdrage aan de Britse cultuur en entertainment. Haar liedjes en optredens worden nog steeds bestudeerd en gevierd door historici en artiesten, en haar nalatenschap als een van de grootste iconen van de Britse muziekgeschiedenis zal nog lang voortleven.
- Bibliothèque nationale de France: cb139406625 (data)
- Gemeinsame Normdatei: 12456187X
- International Standard Name Identifier: 0000 0003 6834 6916
- Library of Congress Control Number: n93005452
- MusicBrainz: 174f202c-7ef1-4073-b7c5-983e7be331c4
- Nederlandse Thesaurus van Auteursnamen: 216873916
- SNAC: w6933w3w
- Virtual International Authority File: 12496114
- WorldCat: E39PBJmxYCmkrrQW6wjBkfBdcP